# Macon Coliseum
Macon Coliseum är en inomhusarena inne i multianläggningen Macon Centreplex i den amerikanska staden Macon i delstaten Georgia. Den har en publikkapacitet på mellan 1 750 och 9 252 åskådare beroende på arrangemang. Inomhusarenan invigdes 1968. Macon Coliseum ägs av staden Macon medan den underhålls av Spectra. Den användes som hemmaarena för ishockeylagen Macon Whoopee (CHL; 1996–2001) och Macon Whoopee (ECHL; 2001–2002).